# Richard Lásik
Richard Lásik (* 18. srpna 1992 v Bratislavě) je slovenský fotbalový záložník a bývalý reprezentant, od srpna 2016 hráč klubu US Avellino 1912. Mimo Slovensko působil na klubové úrovni v Itálii a České republice.

## Klubová kariéra
Svoji fotbalovou kariéru začal ve Slovanu Bratislava, odkud v průběhu mládeže zamířil nejprve do Akademie Jozefa Vengloše a v roce 2007 odešel ve svých 15 letech do italského klubu Brescia Calcio.

### Brescia Calcio
Před sezonou 2011/12 se propracoval do prvního týmu Brescie. V říjnu 2013 prodloužil o dva roky s Brescií smlouvu (původně do června 2015, nově do června 2017). Za klub během svého působení odehrál celkem 43 utkání, v kterých vstřelil jeden gól.

### MFK Ružomberok (hostování)
25. ledna 2012 šel hostovat do konce sezóny do MFK Ružomberok, kde debutoval 9. března v utkání proti Spartaku Trnava (remíza 0:0). Během svého působení nastoupil k 11 střetnutím a vstřelil jeden gól v zápase proti domácímu klubu FC ViOn Zlaté Moravce (výhra Ružomberku 5:3). Poté se vrátil zpět do Brescie.  

### ŠK Slovan Bratislava
V červnu 2014 dostal od Brescie povolení připravovat se s týmem slovenského mistra ze sezony 2013/14 ŠK Slovan Bratislava, schylovalo se k přestupu do tohoto mužstva. Následně do mužstva přestoupil a podepsal tříletý kontrakt. 5. července 2014 byl u výhry 1:0 nad MFK Košice ve slovenském Superpoháru. Se Slovanem se představil v základní skupině I Evropské ligy 2014/15, kde číhali soupeři SSC Neapol (Itálie), AC Sparta Praha (Česko) a Young Boys Bern (Švýcarsko). V sezoně 2016/17 získal Slovan 1. května 2017 na stadionu NTC Poprad po výhře 3:0 nad tehdy druholigovým týmem MFK Skalica domácí pohár. Lásik se na zisku trofeje částečně podílel, i když na jaře nastupoval za Avellino.

### FC Baník Ostrava (hostování)
V září 2015 odešel ze Slovanu Bratislava na hostování do České republiky do klubu FC Baník Ostrava. Odehrál zde 19 ligových zápasů, v nichž vstřelil 1 gól. V létě 2016 se vrátil do Slovanu Bratislava.

### US Avellino 1912
V srpnu 2016 odešel ze Slovanu do italského celku US Avellino 1912 hrajícího Serii B (druhou italskou ligu).

## Reprezentační kariéra
Lásik působil v mládežnické reprezentaci Slovenska do 21 let, debutoval v roce 2012. Figuroval v kádru slovenského reprezentačního výběru U21 vedeného trenérem Ivanem Galádem v kvalifikaci na Mistrovství Evropy hráčů do 21 let 2013 v Izraeli, ve které se Slovensko probojovalo do baráže proti Nizozemsku, avšak oba barážové zápasy prohrálo shodným výsledkem 0:2.
S týmem U21 vyhrál v následujícím kvalifikačním cyklu 3. kvalifikační základní skupinu (zisk 17 bodů) před druhým Nizozemskem (16 bodů), což znamenalo účast v baráži o Mistrovství Evropy hráčů do 21 let 2015 v České republice.

### A-mužstvo
V únoru 2013 byl poprvé nominován trenérskou dvojicí Stanislav Griga a Michal Hipp do A-mužstva pro přátelský zápas s domácí Belgií. 6. února nastoupil v Bruggách v průběhu druhého poločasu na hřiště a dvě minuty před koncem řádné hrací doby vstřelil vyrovnávající gól na 1:1. Slovensko sahalo po remíze, ale nakonec utkání prohrálo 1:2 gólem Driese Mertense z 90. minuty.
V březnu 2013 figuroval v nominaci slovenského národního týmu pro kvalifikační zápas s Litvou (22. března) a přátelské utkání se Švédskem (26. března, oba zápasy měly dějiště v Žilině na stadiónu Pod Dubňom). Do zápasu proti Litvě (který skončil remízou 1:1) nezasáhl, zatímco v utkání se Švédskem odehrál kompletní počet minut. Střetnutí skončilo bezbrankovou remízou. Třetí start v reprezentačním A-mužstvu si připsal 7. června 2013 proti Lichtenštejnsku, šlo o kvalifikační utkání na MS 2014 (remíza 1:1).

### Reprezentační góly
Góly Richarda Lásika v A-mužstvu Slovenska
| 010                 | 6. 2. 2013 | Jan Breydel Stadion, Bruggy, Belgie | Belgie | 01:10(88.) | 2:1 | přátelské utkání |
| Platí k 21. 3. 2017 |            |                                     |        |            |     |                  |

## Rodinné vztahy
Je otcem syna Leonarda (Lea), kterého mu porodila slovenská zpěvačka, moderátorka Tina.